# Galina Casban
Galina Casban is in de boekenserie Het Rad des Tijds, geschreven door Robert Jordan, een Aes Sedai van de Rode Ajah - en in het geheim overste van de Zwarte Ajah.
Galina is een van de Aes Sedai die door de Amyrlin Zetel Elaida do Avriny a'Roihan naar Cairhien werd gezonden om de Herrezen Draak, Rhand Altor, naar Tar Valon te begeleiden. Later neemt ze namens de Rode Ajah de leiding over de groep Aes Sedai als die de Herrezen Draak ontvoeren en martelen.
Na de mislukking in de slag bij Dumais Bron - waar Asha'man en de Shaido met elkaar slaags raken om Rhand Altor - wordt ze door de Shaido Aiel gevangengenomen. Ze wordt door Sevanna gedwongen om op een Eedstaf een eed van trouw af te leggen aan haar en Thereva.
Na een mislukte moordaanslag op Faile Bashere en een mislukte vlucht van de Shaido neemt Thereva haar als "Kleine Lina" mee naar de Woestenij om haar tot haar dood te dienen.